# Kerrykeel
Kerrykeel (engelska: Carrowkeel, iriska: An Cheathrú Chaol) är en ort i republiken Irland.   Den ligger i grevskapet County Donegal och provinsen Ulster, i den norra delen av landet, 220 km norr om huvudstaden Dublin. Kerrykeel ligger 74 meter över havet och antalet invånare är 388.
Terrängen runt Kerrykeel är kuperad åt sydost, men åt nordväst är den platt. Närmaste större samhälle är Buncrana, 12,7 km öster om Kerrykeel. 